# 九相圖
九相圖是一種日本繪畫題材，是按墓園九相去繪畫9個屍體腐化的過程。九相在大乘佛經《摩訶止觀》及《大智度論》中亦有記載。

## 小野小町的九相圖（c. 1700–1799）

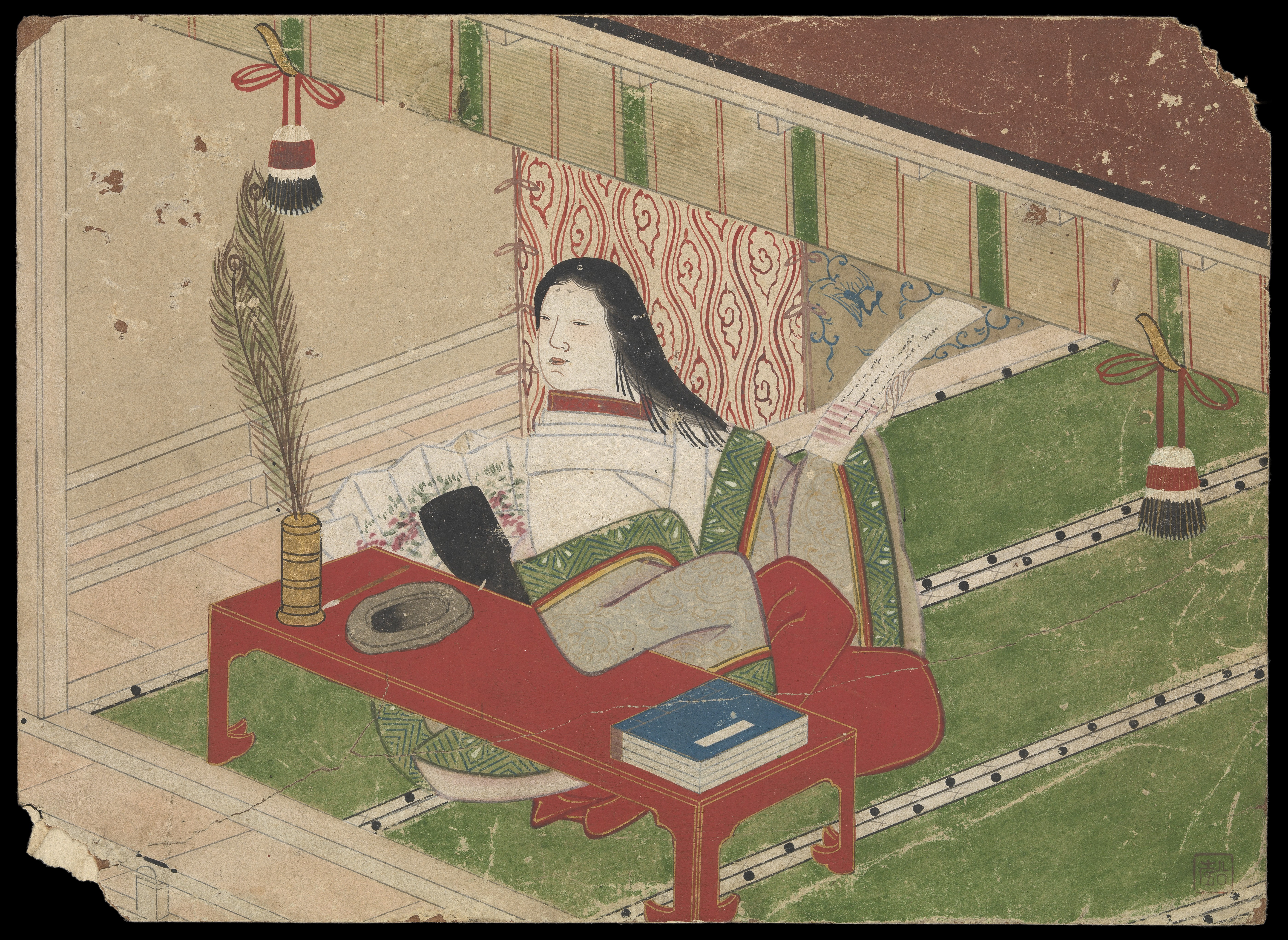
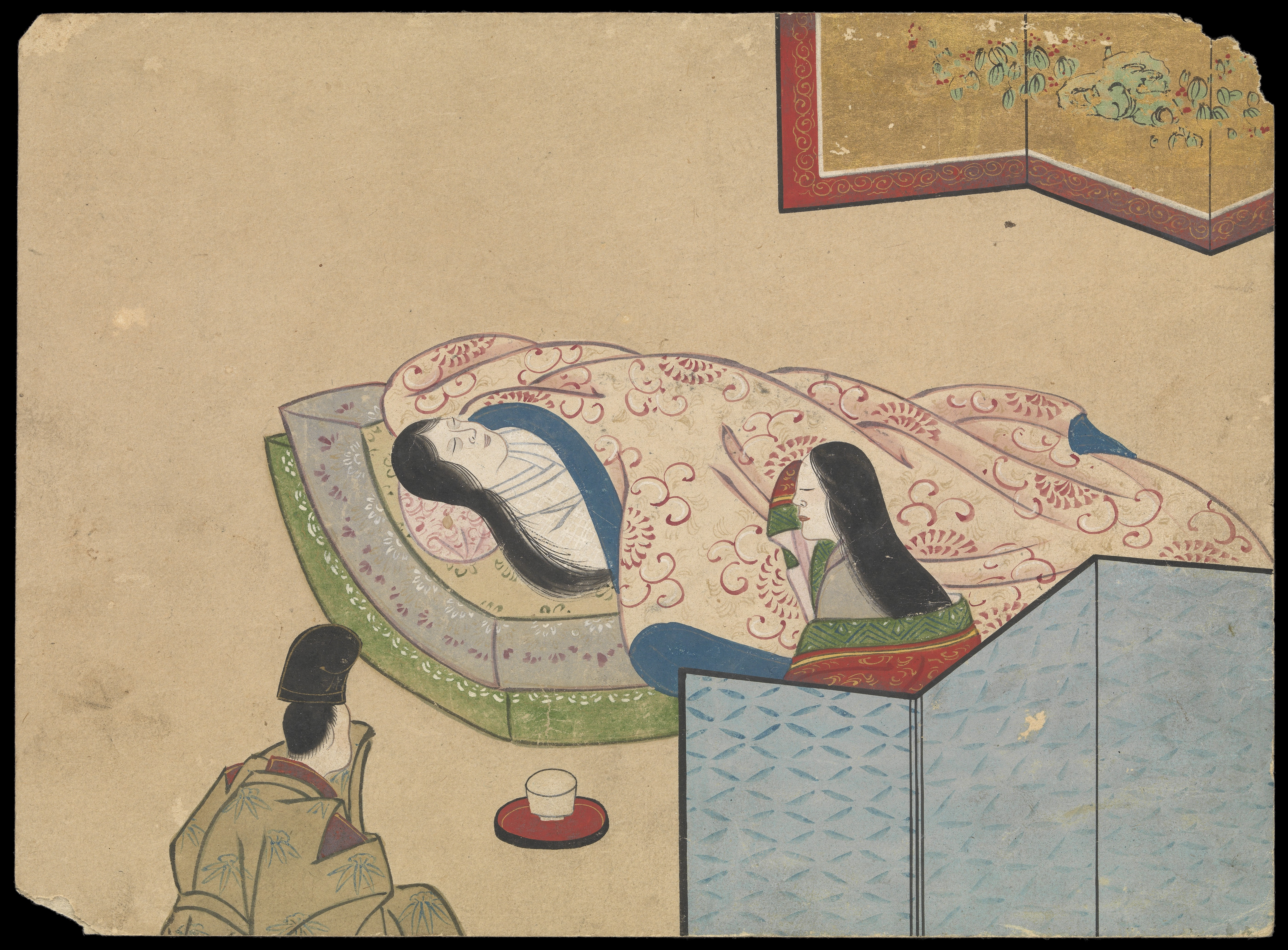
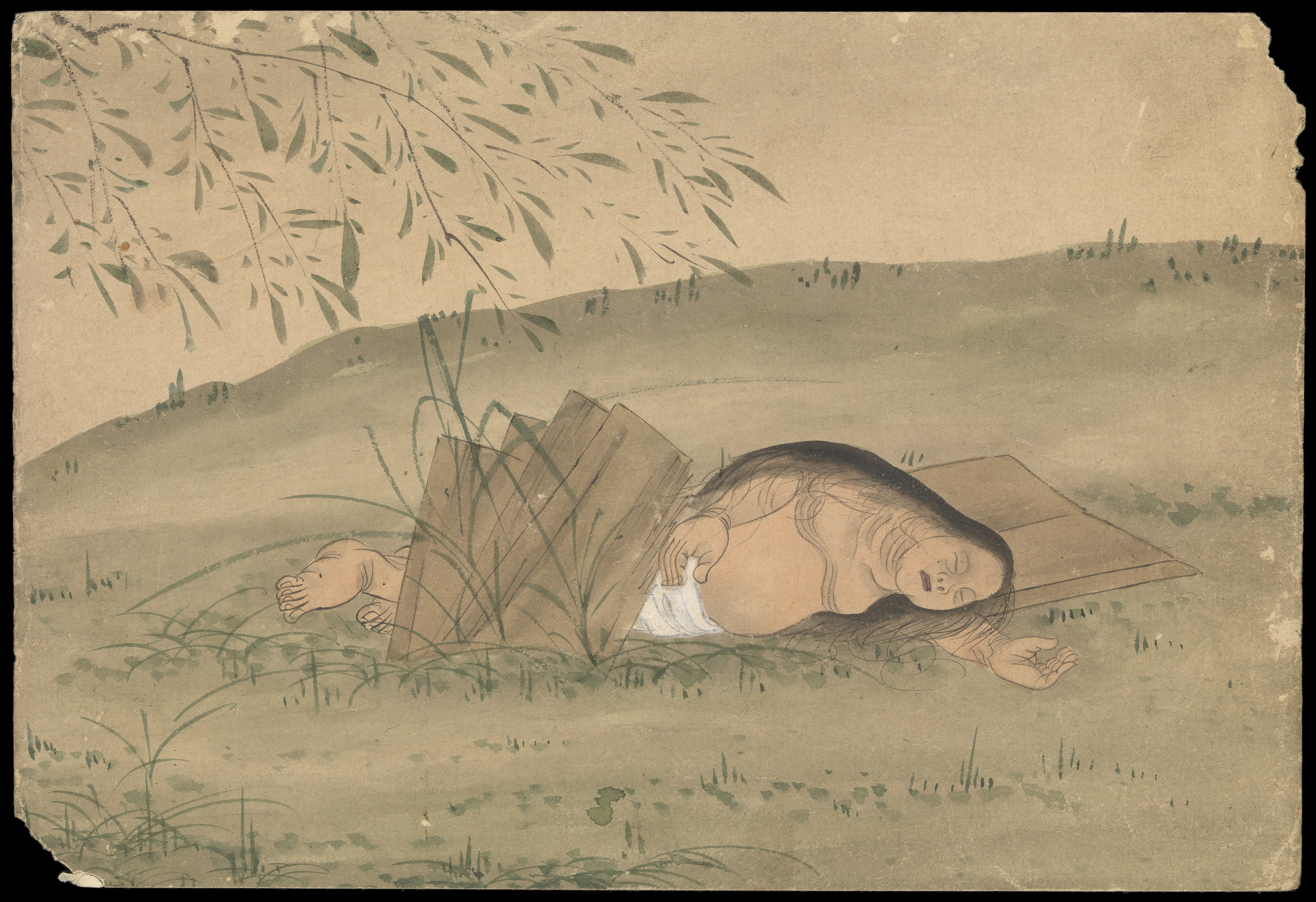
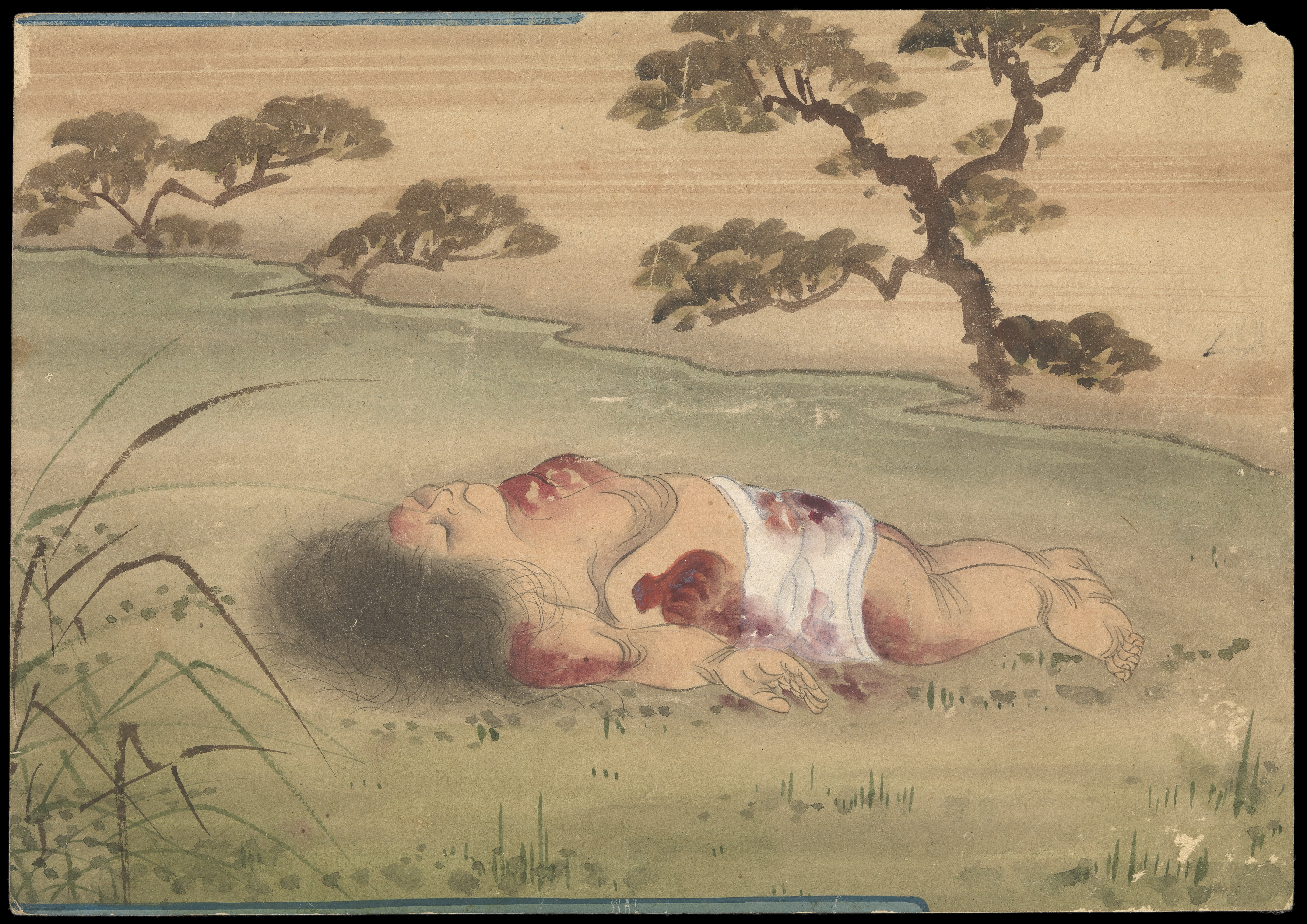
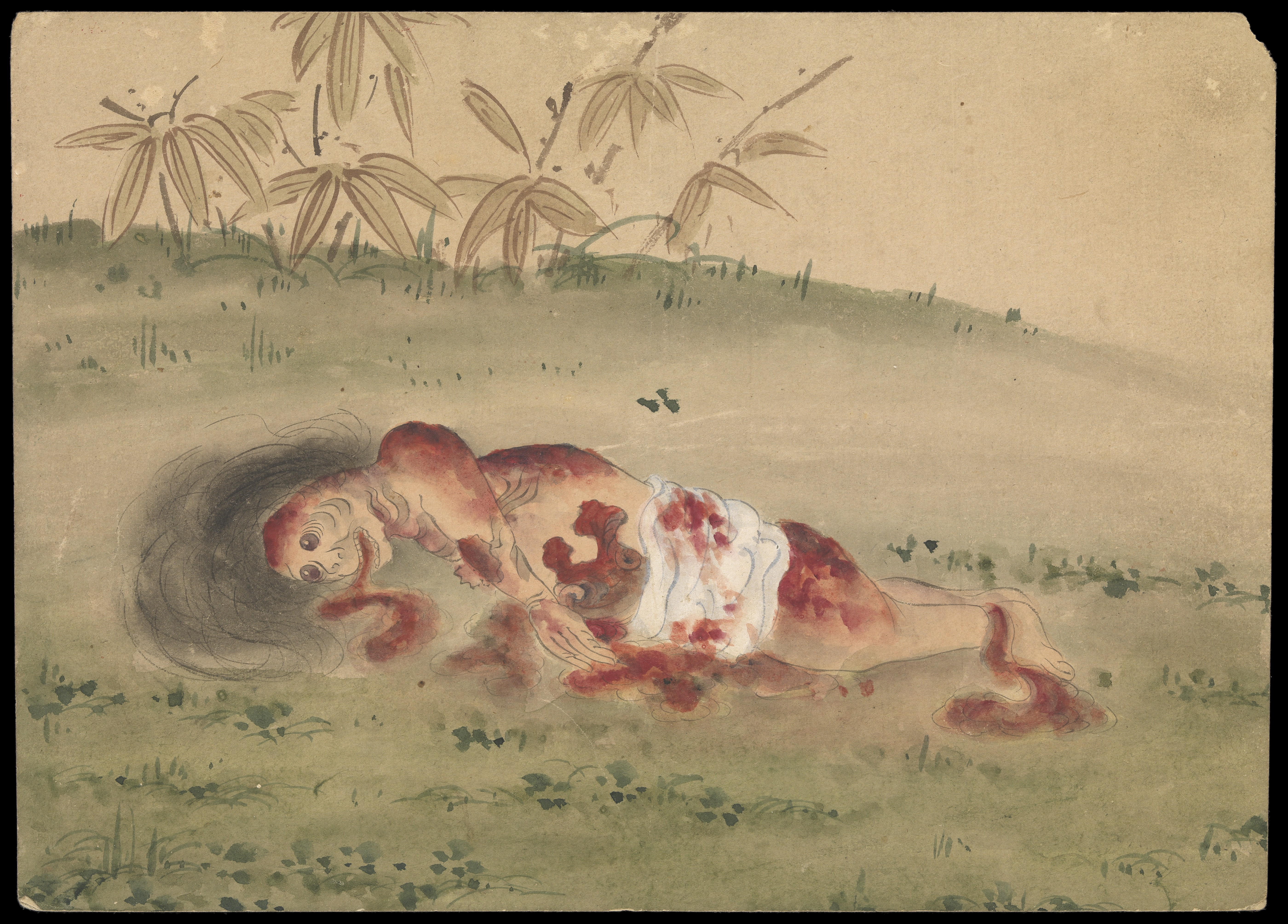
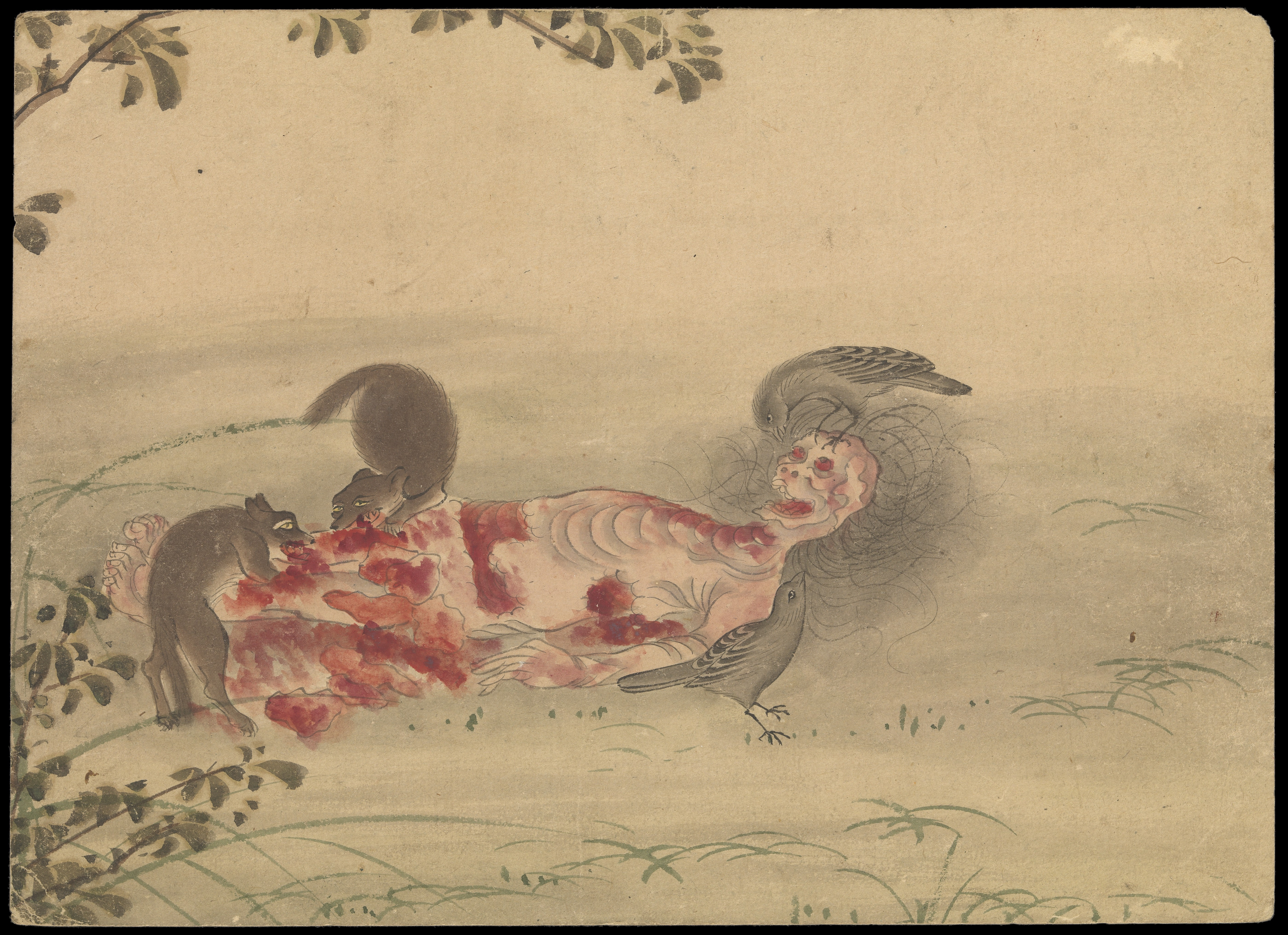
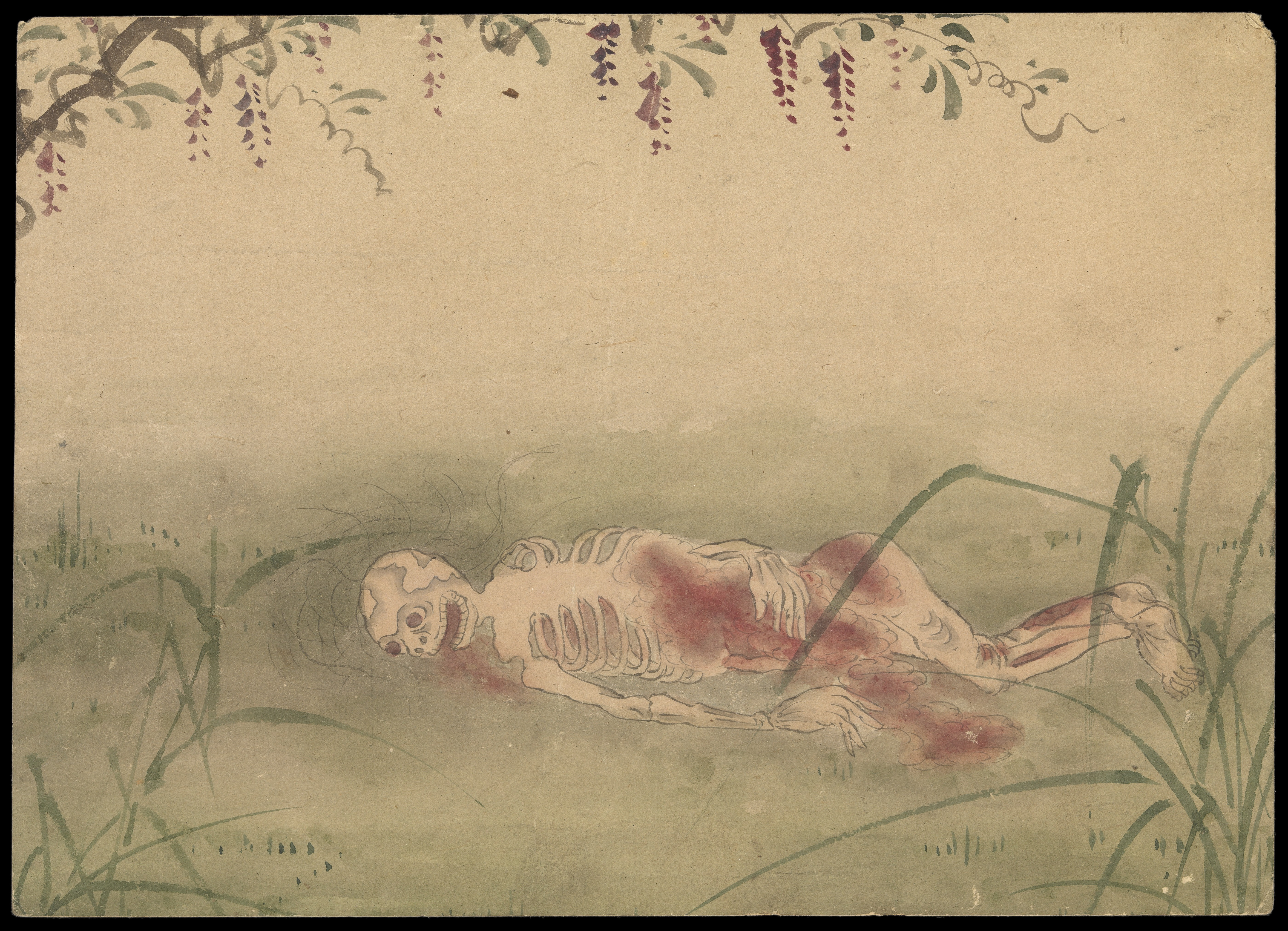
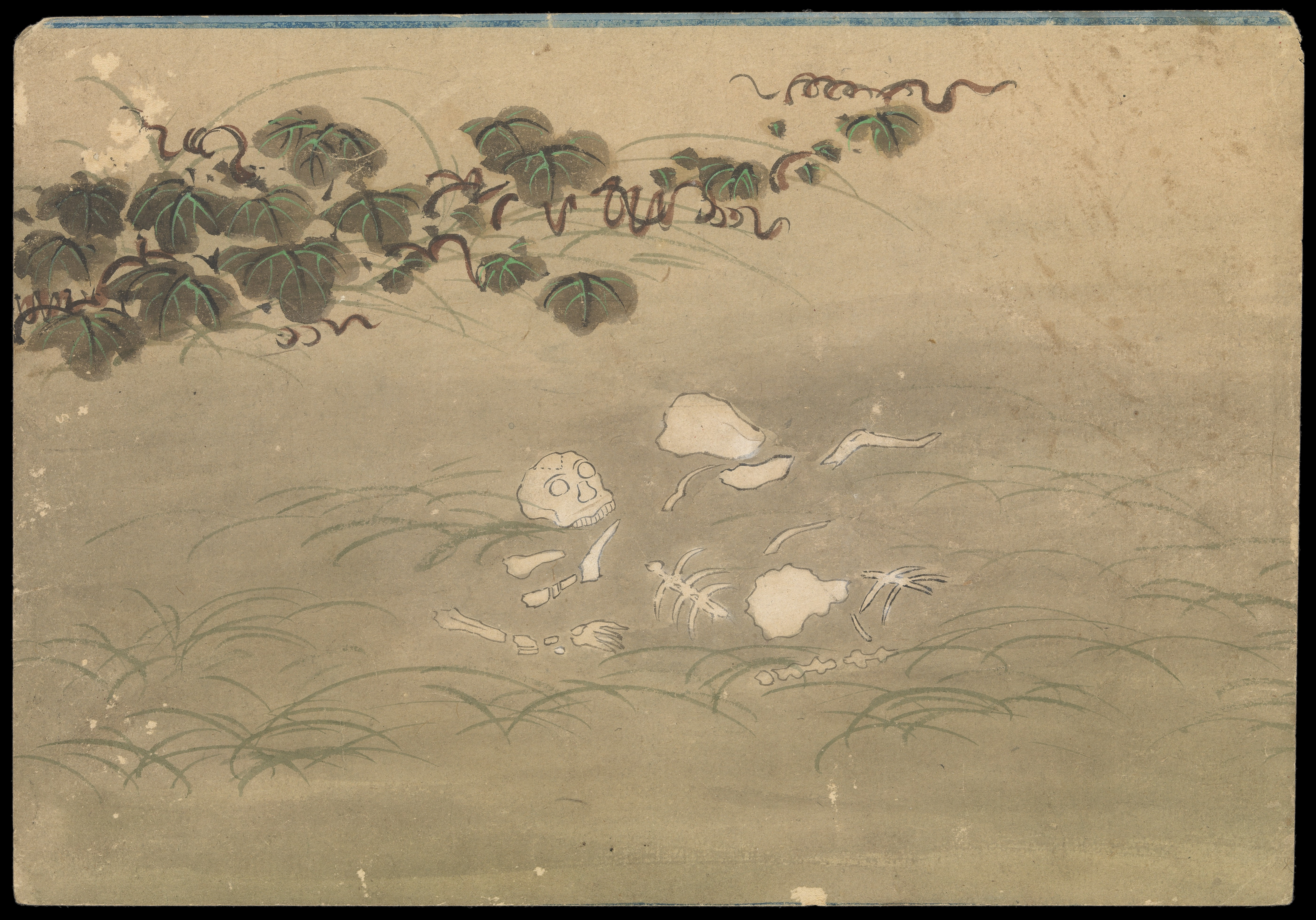
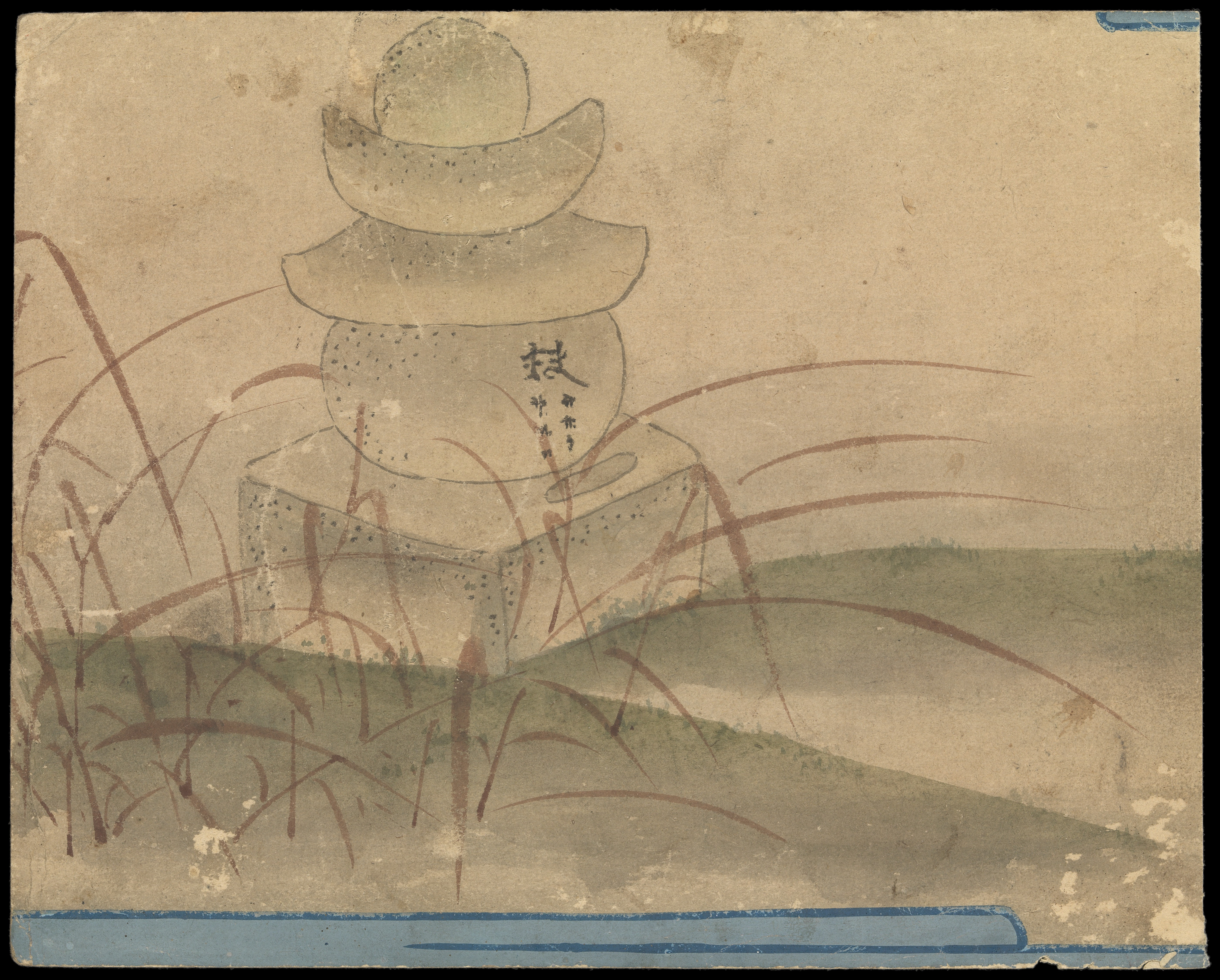

## 九相
1. 脹相：死屍開始胖脹。
2. 壞相：表皮壞死爆裂。
3. 血塗相：濃血外流在地，肉體之不淨開始淨現。
4. 膿爛相：蟲膿流出，皮肉壞爛。
5. 青瘀相：肉體變色，溶入周圍環境。
6. 噉相：鳥獸爭食屍肉。
7. 散相：屍體身形破散，散放一地。
8. 骨相：皮肉已盡，只見白骨。
9. 燒相：死屍歸於塵土，不著痕跡。

## 檀林皇后九相觀
嵯峨天皇的妻子檀林皇后篤信佛教，她曾留下遺言，吩咐死後不需安葬，只需在野地曝屍，使人們看見人死後的身體變化而省悟諸行無常之道理。

## 流行文化
- 芥見下下《咒術回戰》：特級咒物“咒胎九相圖”。